# Capriel Dedeian
Capriel Dedeian (n. 19 decembrie 1960, București – d. 22 august 2022) a fost un chitarist și compozitor român de origine armeană, membru al Uniunii Compozitorilor și Muzicologilor din România.

## Primii ani
Începe studiul chitarei la 14 ani ca autodidact și este atras de jazz înca din adolescență, dintre preferații săi facând parte Radu Goldiș, Joe Pass, Wes Montgomery, Pat Martino și George Benson.
În anul 1976 intră în primul grup alcătuit cu fratele său, saxofonistul Garbis Dedeian, bateristul Tudy Zaharescu și Mario Dumitrescu (chitară bas). Începând din anul 1980, cântă prin diverse localuri de noapte și restaurante, exersând în acest timp diverse genuri muzicale. În paralel cu studiul chitarei elaborează primele compoziții, iar in 1982 își alcătueste primul cvartet de jazz rock, care îi mai are în componență pe: Sorin Raicovescu (claviaturi), Dragoș Docan (chitară bas) și Eugen Nichiteanu (baterie). Grupul activează prin cluburile bucureștene pâna în 1984. Din această perioadă au rămas compozițiile „Noaptea”, „Amintiri '82” și „Cafeaua de dimineață”.

## Carieră

### Jazz
Evenimentele spectaculare majore la care Capriel Dedeian a fost aplaudat, în afara recitalurilor și concertelor obișnuite, s-au numit „Galele jazz-ului” de la Costinești – edițiile 1984, 1986, 1987, „Festivalul Intrernațional de Jazz” de la Brașov – edițiile 1984, 1986, 1990, (în ultima ediție amintită, Capriel Dedeian susținînd un recital de chitară solo, după ce în toate cele anterioare intrase în alcătuirea grupurilor conduse de Garbis Dedeian), „Danubian Jazz” de la Galați – ediția 1992, „Festivalul Internațional de Jazz” de la Chișinău – ediția 1993 (în ambele Capriel făcînd parte din Trio-ul instrumental al fratelui), „Festivalul Internațional de Jazz” de la București – ediția 2003 (cu Septetul lui Garbis Dedeian), „Porgy And Bess Jazz Club Festival” de la Viena – ediția 2004 (cu Quintetul lui Garbis Dedeian), „Europalia Jazz” „Music Village Jazz Club” de la Bruxelles – ediția 2007 (cu Quartetul lui Garbis Dedeian), „Festivalul Internațional de Jazz Days And Nights” de la Galați – ediția 2009 (cu Trio-ul lui Garbis Dedeian). În perioada 1993-1997 s-a produs în Germania împreună cu „Solo Group”,  răstimp în care a susținut recitaluri și concerte în cluburi din München, Bad Reihenhall, Berchtesgaden, Regensburg, Salzburg.  
         În numeroasele sale apariții pe scene românești, ca și pe cele străine, Capriel Dedeian a colaborat cu / s-a perfecționat alături de / interpreți cunoscuți precum saxofoniștii Dan Mândrilă, Nicolas Simion. Catalin Milea și desigur, Garbis Dedeian, pianiștii Mircea Tiberian, Johnny Răducanu, Ion Baciu Jr., Puiu Pascu, Petrică Andrei, Marius Vernescu, Petru Popa, basiștii (cîntînd la contrabas sau la chitară bas) Decebal Bădilă, Ovidiu Bădilă, Gopo Popescu, Cătălin Rotaru, Pedro Negrescu, Ionuț Baranga, Laurentiu Horjea, Arthur Balogh, bateriștii Tudy Zaharescu, Eugen Nichiteanu, Titi Herescu, Adrian Ștefănescu, Dinu Simon, Lucky Păiș, Liviu Pop, trompetiștii Emil Bâzgă, Ion Leonte, Nelu Marinescu, Sebastian Burneci etc., ca sideman ori ca protagonist al grupurilor proprii. Dintotdeauna, fratele lui Capriel Dedeian, Garbis, i-a sprijinit formarea ca instrumentist de jazz și i-a fost unul dintre cei mai apropiați colaboratori. Secvențele în care a apărut ca chitarist, fie ele înregistrări de studio ori live, au fost difuzate în emisiuni radiofonice precum și în cele de pe micul ecran, ca de pildă în serialul de emisiuni începînd din 2009 sub genericul „Unora le place”. La data cînd consemnăm aceste rînduri, o serie de înregistrări deja efectuate de noul grup fusion (Capriel Dedeian & Jazz Challenge) își așteaptă rîndul la imortalizarea pe un disc de autor. 
La Gala Premiilor de Jazz 2010, grupului "Capriel Dedeian & Jazz Challenge" i s-a acordat premiul „Confirmarea anului”, îndeosebi pentru concertul aniversar „Capriel Dedeian 50 Birthday Concert” de la Sala Arcub.
La Gala Premiilor de Jazz 2015, grupului "Ethnotic Project" i s-a acordat premiul „CD-u anului”sectiunea etno, Pentrul discul "Sapte scari" relizat la Soft Records, Capriel Dedeian (chitara) facand parte din componenta grupului.

### Muzica de film
- The Tell-Tale Heart (2013 regia Vlad Genescu)
- Armenopolis suflet armenesc (2014 regia Florin Kevorkian si Izabela Bostan Kevorkian)
- Noravank (2014 regia Florin Kevorkian si Izabela Bostan Kevorkian)
- Hagigadar - Regasirea Sperantei (2015 regia Florin Kevorkian si Izabela Bostan Kevorkian)
- Booking My Last Dance (2015 regia Vlad Genescu)
- Recunoastere 1915 (2015 regia Florin Kevorkian)
- Bukovina - Tara Oamenilor fagi (2019 regia Florin Kevorkian)

Muzica de teatru
- Strunga dintre moarte si viata  (2015) - muzică de scenă la piesa lui Florin Kevorkian Arhivat în 22 decembrie 2015, la Wayback Machine.

### Muzică ușoară
Începând din 1983, Dedeian este cooptat de formația Alexandru Wilmanyi, unde colaboreaza pâna după 1990. Alături de noul grup, participă la numeroase festivaluri de muzică ușoară (Festivalul Mamaia, Melodii) și imprimă în studio.
Începând din 1986, Dedeian compune muzică ușoară și participă la diferite festivaluri și concursuri de gen:
- Festivalul București 1990, secțiunea creație
„Ești minunea vieții mele” (text: Eugen Rotaru; voce: Mihaela Marinache)
Obține premiul special al juriului
- Festivalul de la Mamaia 1992
„Paradisul s-a născut doar pentru noi” (text: Angel Grigoriu; voce: Samira Pop)
Piesa ajunge în finala concursului
- concursul lunar TV „O melodie dintr-o sută” (1991), secțiunea creație–muzică ușoară. Două ediții:
  - „Uită-mă” (text: Claudia Delean, voce: Constantin Bruj)
  - „Doar pentru noi” (text propriu, voce: Daniel Iordăchioaie)

Alte compoziții de gen semnate Capriel Dedeian au fost interpretate de cântăreții: Silvia Dumitrescu, Angela Stoica, Mihaela Marinache (Kapital), Constantin Bruj, Mihai Băjenaru ș.a.
În 1992, a orchestrat pentru Festivalul București 1992 piesa „E bine, e bine, e foarte bine” a compozitorului Marcel Dragomir (varianta într-o limbă străină). Piesa a fost interpretată de A.T.K. din Zair și a obținut premiul trei. Colaborarea cu A.T.K. a continuat, Dedeian contribuind cu orchestrații la cinci din cele opt piese de pe discul LP Jungla Africa, editat de casa de discuri Electrecord în 1994.
Editează un prim album, Carun, carun (arm. „primăvară, primăvară”) în anul 1991 la casa de discuri Electrecord. Discul conține muzică pop armenească cântată în limba originală; la momentul lansării, a fost foarte bine primit de mediile muzicale din Armenia.

### Munca în studio
În 1992 pleacă în turneu în Germania, unde se stabilește pentru trei ani, și revine în țară în toamna lui 1996. Din anul următor, activitatea de scenă a chitaristului scade simțitor, participând la concerte sporadice de club în București sau în alte orașe românești alături de grupul fratelui său. Apar câteva noi piese de muzică ușoară.
Incepand cu toamna anului 2010, Capriel a început lucrul la două discuri: primul se concentrează pe muzica jazz rock practicată în prima perioadă de creație, iar al doilea se dorește o continuare a discului Carun, carun, muzică armenească, un disc care va fi editat în Statele Unite ale Americii.
Începand cu anul 2009 colaboreaza cu trupa Jazz Challenge (Dan Nicolau -trompetă, Alex Borsan - pian, Adrian Flautistu - bas, Laurențiu Zmau - tobe) cu care susține numeroase concerte de club în Bucuresti și în alte orașe din România. În noiembrie 2010 s-au încheiat imprimările la noul album "Dark Blue", disc ce cuprinde compoziții ale lui Capriel Dedian din prima perioadă a carierei și piese actuale imprimate împreună cu trupa Jazz Challenge și cu aportul fratelui său, saxofonistul Garbis Dedeian ca invitat la acest proiect. Lansarea discului va avea loc in cursul anului 2012.

## Premii:
1990 - Festivalul de muzica usoara "Bucuresti '90" - Premiul special al juriului" pentru melodia "Esti minunea vietii mele" text - Eugen Rotaru, interpreta Mihaela Marinache.
2010 - La Gala Premiilor de Jazz 2010, grupului "Capriel Dedeian & Jazz Challenge" i s-a acordat premiul „Confirmarea anului”
2011 - Diploma de excelenta pentru intreaga activitate in jazz oferita de Ministerul Culturii din Armenia.
2015 - La Gala Premiilor de Jazz 2015, grupului "Ethnotic Project" i s-a acordat premiul „CD-u anului”sectiunea etno, Pentrul discul "Sapte scari" realizat la Soft Records, Capriel Dedeian (chitara) facand parte din componenta grupului.
2021 - Premiul "Ioan Misir" Pentru intreaga contributie la promovarea valorilor comunitatii armene din Romania.
2021 - Premiul Uniunii Armenilor din Romania - Pentru contributii deosebite aduse la sporirea prestigiului Comunitatii Armene din Romania.\
2021 - Premiul Uniunii Compozitorilor si Muzicologilor din Romania (U.C.M.R.) Categoria Muzica de Jazz sau muzica instrumentala pe anul 2021 pentru lucrarea "Song for M"

## Discografie
- 1991 - Carun, carun - Electrecord, Disc în limba armeană
- 2003 - Remember Bucharest Jazz Festival 2003 - ArCuB records

"CD nr. 2 - 03. „Cântec pentru tatăl meu” de Garbis Dedeian
- 2004 - Antologia muzicii românești- Romanian Jazz Compozers Vol. 1 - Ministerul Culturii și Cultelor

06. „De dragul tău” de Garbis Dedeian
- 2007 - Muzică de jazz românească  - Ministerul Culturii și Cultelor

07. „Armine” de Garbis Dedeian
- 2011 - Directia 5 - Povesti sub o umbrela verde - Cat Music

11. "Imi amintesc" de Marian Ionescu
- 2011 - Directia 5 - Cred ca esti extrem de delicata - Cat Music

10."Vise placute" de Marian Ionescu
12."Cea mai rasfatata pisica din cartier" de Marian Ionescu
14."Viata e frumoasa" de Marian Ionescu
- 2012 - The Romanian jazz collection - A&A records

11. "Larisa" de Capriel Dedeian
12. "Nasty Blues" de Capriel Dedeian"
- 2015 - Ethnotic - Sapte scari - Soft records

## Cărți publicate
- 2010 decembrie - "Teme de jazz" - caietul 1, Editura Trinity Publishing House
- 2011 martie - "Teme de jazz" - caietul 2, Editura Trinity Publishing House
- 2012 iunie - "Forme de acorduri folosite in jazz", Editura Trinity Publishing House
- 2015 iunie - "Teme de Jazz - Compozitori romani - Alexandru Sipa UCMR, Fundatia MUZZA, Editura Muzicală Grafoart
- 2019 noembrie - "Aranjamente pentru chitara - Teme de jazz" - tiparita la editura Ararat